# Puig de l'Anell
Puig de l'Anell, Pui de l'Anell o Punt de l'Anell, en la parla local, és un poble de l'antic terme d'Orcau, actualment d'Isona i Conca Dellà, al Pallars Jussà.
És un dels tres pobles d'aquest terme (juntament amb Galliner i Montesquiu) que, geogràficament, no pertany a la Conca Dellà, sinó a la Conca Deçà, o de Tremp.
Està del tot despoblat, a part que una bona part de les cases que constituïen el poble (totes les que no eren dalt del turó) han quedat anegades pel Pantà de Sant Antoni. Queda a la dreta d'on el barranc de la Podega s'aboca en les aigües de l'embassament.

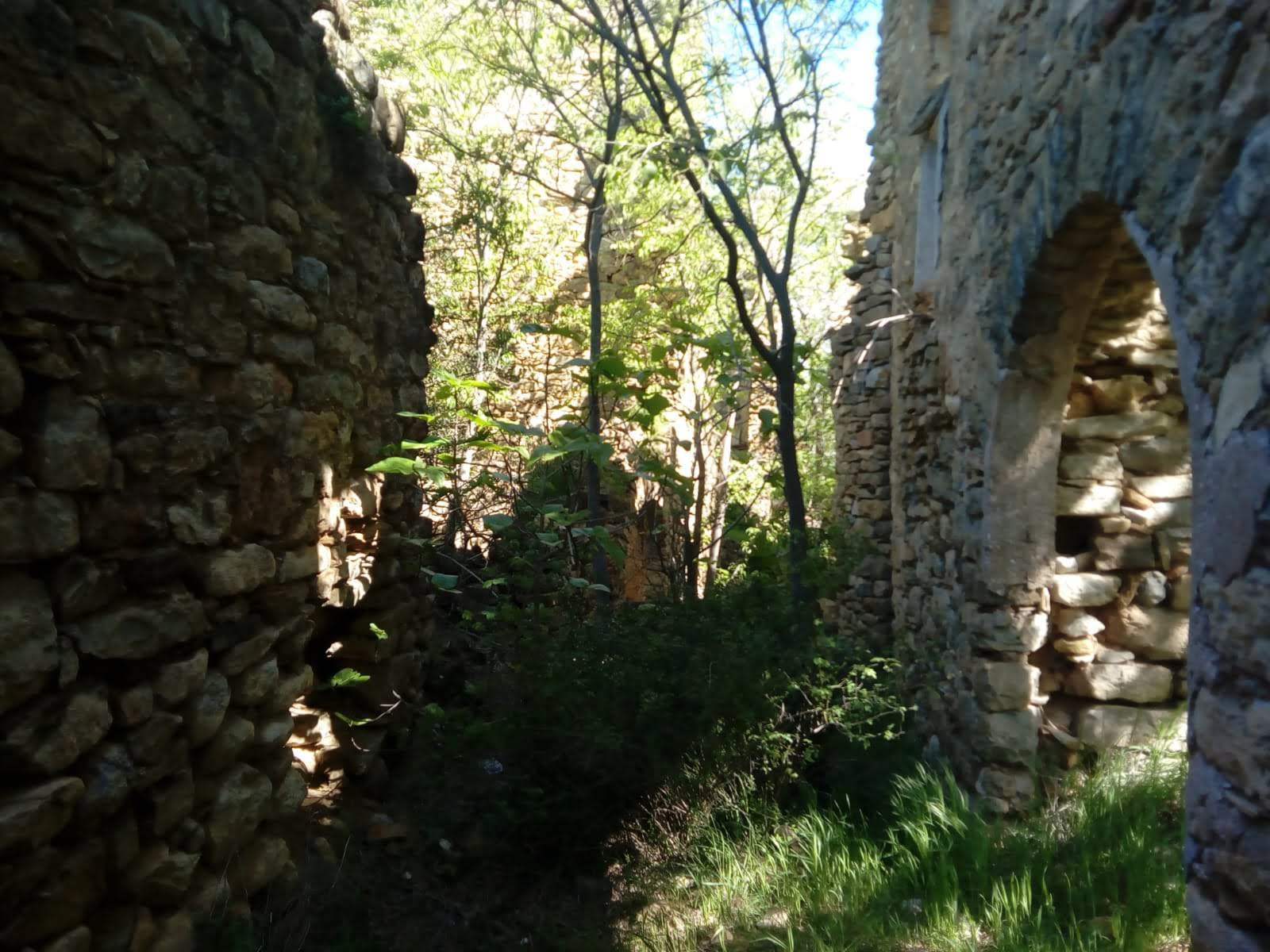
Carrer Principal de Puig de l'Anell

## Etimologia
Segons Joan Coromines, Puig de l'Anell és un topònim ja plenament romànic; és a dir, format ja en el si de la llengua catalana, sense que vingui, sinó indirectament, de cap paraula llatina. Es formà com a comparació a partir de les característiques del puig on es constituí el poble: un turó petit, rodó i pelat, com un anell.
Amb diferents formes ortogràfiques, és documentat el 1359 (Puig de l'Anell) i el 1408 (Puigdanell).

## Història

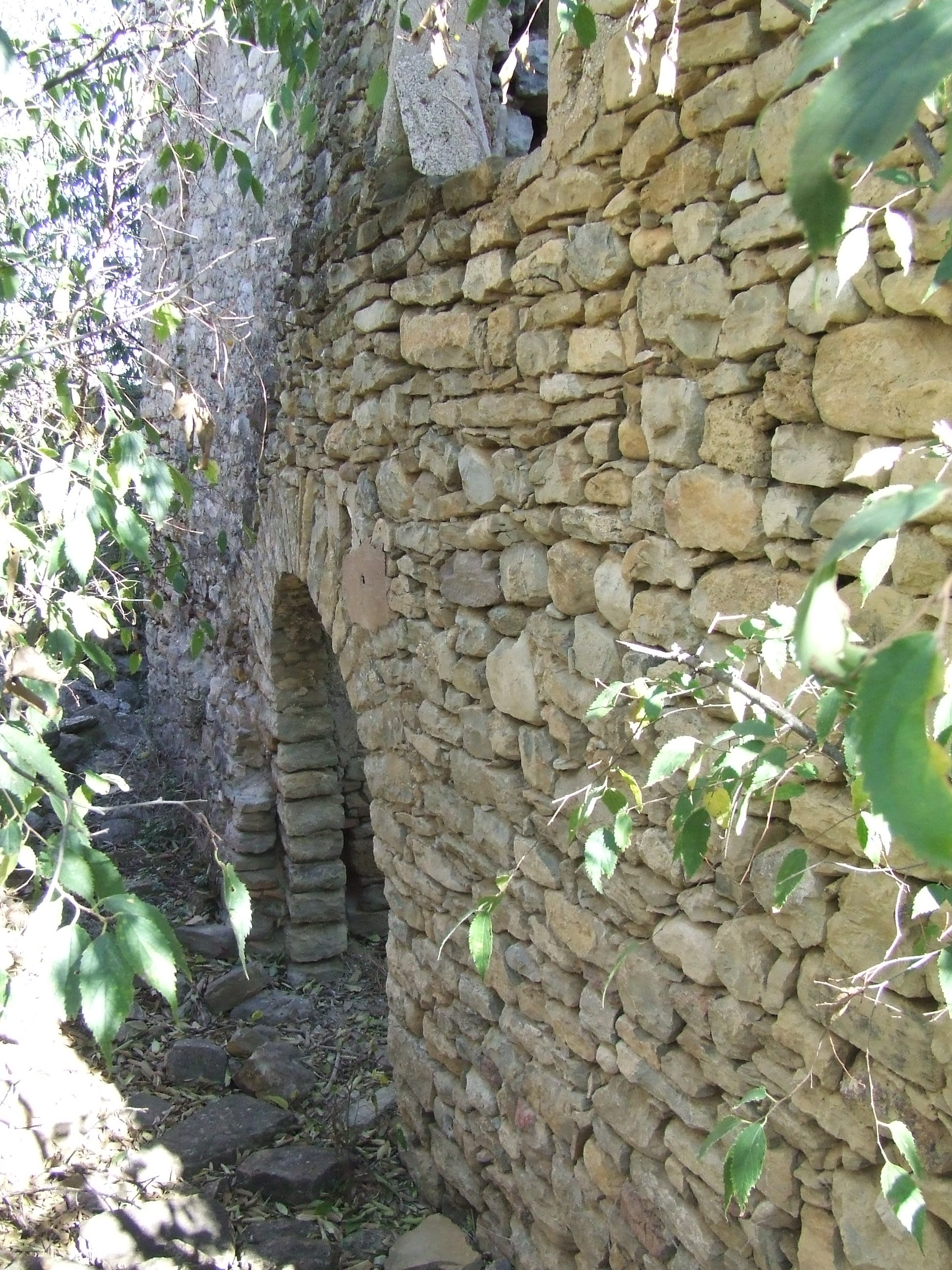
Estat en què es troben
les cases de Puig de l'Anell

Puig de l'Anell no va tenir mai ajuntament propi, però sí que en va formar un amb els pobles de Montesquiu i Galliner, esmentat com a municipi independent en el seu article del Diccionario geográfico... de Pascual Madoz, i com a pobles dependents d'Orcau a l'article d'aquest darrer poble. Aquest efímer ajuntament fou suprimit el febrer del 1847, pel fet de no assolir el mínim de 30 veïns (caps de família) que exigia la nova llei municipal aprovada aquell any.
Les ruïnes d'aquest poble que no han quedat sota les aigües del pantà són en una plana, que duu el nom del poble, i dalt d'un turó de 571 m. alt., a l'extrem nord-oest del terme d'Isona i Conca Dellà. El poble té església parroquial romànica, abandonada, dedicada a Sant Sebastià.
En el puig on es dreçava una part del poble s'han trobat vestigis de poblaments prehistòrics (entre ells, destrals de pedra polida), a més del medieval, així com enterraments d'època romana tardana i altmedieval.
El 1359 consten a Puig de l'Anell 3 focs (unes 15 persones). El 1831 hi consten 40 habitants, però conjuntament amb Galliner i Montesquiu.
En el Diccionario geográfico... de Pascual Madoz es parla molt breument de Puig de l'Anell; diu que està compost per 5 cases i una capella dedicada a Sant Sebastià, dalt d'un turó.
El 1900, 17 edificis amb 24 habitants.
Fins a l'extinció dels senyorius, Galliner, Montesquiu i Puig de l'Anell pertanyien al bisbe d'Urgell.
En la proposta derivada per l'informe popularment denominat Informe Roca, l'antic terme de Tremp havia de ser profundament modificat: el sector de la Terreta (antics termes de Sapeira i d'Espluga de Serra havien de passar a formar part del terme municipal del Pont de Suert. D'altra banda, havien de ser agregats al de Tremp la meitat meridional del terme de Talarn, l'antic terme de Sant Serni, de l'actual de Gavet de la Conca, així com la vall de Montesquiu, amb els antics pobles, ara abandonats, de Galliner, Montesquiu i Puig de l'Anell. Com a intercanvi amb Talarn, l'antic terme de Gurp de la Conca havia de passar de Tremp a Talarn, amb la qual cosa l'Acadèmia General Bàsica de Suboficials deixaria de ser migpartida entre dos municipis diferents. A més, Tremp entrava a formar d'una de les quatre agrupacions municipals del Pallars Jussà, integrada per Tremp, Talarn i Montsec.